# فینال جام حذفی فوتبال اسپانیا ۲۰۲۵
فینال جام حذفی فوتبال اسپانیا ۲۰۲۵ صد و بیست و سومین فصل از رقابت‌های کوپا دل ری بود. این مسابقه در تاریخ ۲۶ آوریل ۲۰۲۵ بین رئال مادرید و بارسلونا در ورزشگاه ده لا کارتوخا واقع در شهر سویل برگزار شد. که در نهایت این باشگاه فوتبال بارسلونا بود که با شکست رئال مادرید برای سی و دومین بار قهرمان کوپا دل ری شد.